# Dorfkirche Seedorf

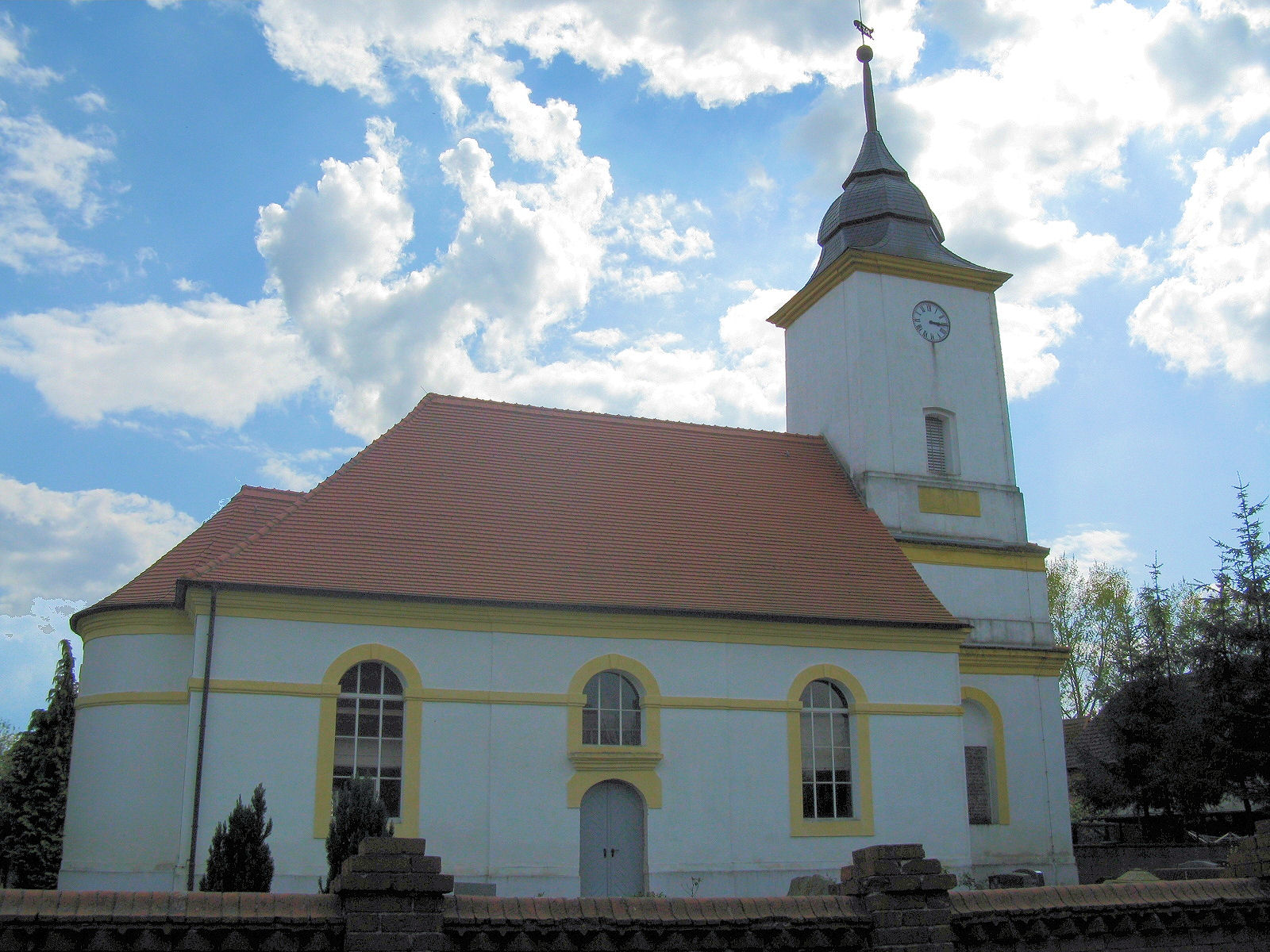
Dorfkirche Seedorf

Die evangelische Dorfkirche Seedorf ist eine barocke Saalkirche im Ortsteil Seedorf von Lenzen im Landkreis Prignitz in Brandenburg. Sie gehört zum Pfarrsprengel Lenzen-Lanz-Seedorf im Kirchenkreis Prignitz der Evangelischen Kirche Berlin-Brandenburg-schlesische Oberlausitz.

## Geschichte und Architektur
Die Kirche ist ein verputzter Saalbau von 1754 mit halbkreisförmiger Apsis und quadratischem Westturm mit geschweifter Haube. Ein kräftig profiliertes Gesims gliedert das Äußere, der vorgezogene Portalrisalit wurde später abgeschlagen. Das Innere wird durch eine Putzdecke abgeschlossen; eine dreiseitige geschwungene Empore mit kassettierter Brüstung fasst den Raum ein, die Patronatsloge ist durch Vergitterung abgeteilt; das Gestühl mit gesägten Wangen versehen. 
Eine Sanierung wurde im Jahr 2015 vorgenommen.

## Ausstattung
Der Kanzelaltar wurde nach einer Stiftungsinschrift in der Zeit um 1900 verändert und bemalt, wobei ein frühbarocker Altar mit Ohrmuschelwangen und gesprengtem Giebel verwendet wurde. Davor steht das Altarretabel aus der Zeit um 1900, ein Triptychon mit gemalten Darstellungen von Jesus, der den Wogen gebietet (Lk 8,22-25 ).
Links des Altarbildes ist Mose dargestellt mit den Tafeln der Zehn Gebote und dem Verweis auf die Schriftstelle, in der die Zehn Gebote zu finden sind (Ex 20 ). Rechts ist König David mit der Harfe und dem Verweis auf Ps 103  dargestellt. Damit wird er weniger als König, sondern als Psalmendichter und Musiker gezeigt. 
Die schlichte Sandsteintaufe stammt aus dem Jahr 1876. Die Orgel wurde in den Prospekt von Gottlieb Scholtze aus Neuruppin von 1760/1763 eingebaut und ist restaurierungsbedürftig, aber noch spielbar.